# Erik Lamela
Erik Manuel Lamela (n. 4 martie 1992, Buenos Aires, Argentina) este un fotbalist argentinian, care joacă pe post de mijlocaș lateral la AEK Atena în Superliga Greacă. Pe plan internațional, are prezențe la națională pentru Argentina U20⁠(d) și Argentina.
A început în categoriile inferioare la River Plate, și a avut o frustantă trecere la FC Barcelona, când avea doisprezece ani. Clubul catalan i-a oferit 120.000 de euro pe an, dar părinții tânărului au respins oferta. În 2009 și-a făcut debutul în prima divizie, și a jucat trei sezoane, dar în acest ultim a avut loc explozia lui ca jucător. În 2011 a fost transferat pe suma de 18 milioane de euro la as Roma, deși nu a obținut niciun titlu. La mijlocul anului 2013, este transferat la Tottenham Hotspur din Anglia.